# Abel Luciatti
Brian Abel Luciatti (Morón, 18 marzo 1993) è un calciatore argentino, difensore del Cerro Porteño.

## Caratteristiche tecniche
È un difensore centrale.

## Carriera
Cresciuto nel settore giovanile del San Lorenzo, ha esordito in prima squadra il 24 novembre 2011 disputando l'incontro di Copa Argentina vinto 2-1 contro il Villa Dálmine.
Nel 2017 ha giocato per una stagione in Giappone, al Renofa Yamaguchi.